# Hans Barthold von Bassewitz
Hans Barthold von Bassewitz (* 11. August 1867 in Gotha; † 25. Oktober 1949 ebenda) war ein Verwaltungsbeamter und Politiker (DNVP) im Herzogtum Sachsen-Coburg und Gotha.

## Familie
Hans Barthold von Bassewitz entstammte der ursprünglich mecklenburgischen Familie Bassewitz und war der erste Sohn von Albert Karl von Bassewitz (1. Februar 1822 – 2. September 1870) und dessen Frau Silvie geborene Freiin von Wangenheim (11. Juli 1839 – 12. Dezember 1895). Er heiratete am 20. April 1897 in Coburg Maxa geborene Freiin von der Goltz (* 22. Oktober 1874 in Oldenburg; † 11. Januar 1941 in Gotha). Sie hatten vier Söhne und drei Töchter.

## Leben
Hans Barthold von Bassewitz besuchte das Gymnasium Ernestinum Gotha und studierte ab 1887 Rechtswissenschaften in Rostock, Leipzig, Berlin und Marburg. Seit 1891 arbeitete er als Referendar im preußischen Justizdienst und leistete seinen Militärdienst in Erfurt
beim Feldartillerie-Regt. 19, wo er Oberleutnant wurde. 1893 wechselte er in den Justizdienst von Sachsen-Coburg und Gotha, seit 1898 arbeitete er im Zentralverwaltungsdienst in Coburg und seit 1905 im Verwaltungsdienst in Gotha.
1919 bis 1922 war er Leiter der Landesbrandversicherungsanstalt in Gotha. 1922–1932 war er Mitglied im Ausschuss der Deutschen Bank für Feuerversicherung. 1931–1934 war er Vorstandsmitglied der Gothaer Feuerversicherung und bewohnte die Villa Glenck. Zu Beginn des Zweiten Weltkriegs bis zum Tod seiner Frau 1941 war er bei der Preisbehörde in Gotha tätig.

## Politik
Hans Barthold von Bassewitz war 1901 Regierungsrat und 1905 Kammerherr des Herzogs. 1905–1911 war er Landrat in Ohrdruf. 1911 bis 1914 war er Staatsrat und Vorstand der Abteilung A (Coburg) im Staatsministerium von Sachsen-Coburg und Gotha. Vom 5. Mai 1914 bis zum 1. Mai 1919 war er Wirklicher Geheimer Rat und Staatsminister, also Kabinettschef in Sachsen-Coburg und Gotha. 1915 wurde er von der Reichsregierung nach Bulgarien geschickt, um Zar Ferdinand I., den Coburger Herrscher auf bulgarischem Thron, für die Mittelmächte zu gewinnen. 1915 bis Ende des Ersten Weltkriegs war er Bevollmächtigter für sieben thüringische Staaten im Berliner Bundesrat.
Nach der Novemberrevolution 1918 zerfiel das Herzogtum in die Freistaaten Sachsen-Gotha und Coburg. Sachsen-Gotha wurde 1919 Teil des neu gebildeten Landes Thüringen. Hans Barthold von Bassewitz trat am 7. Februar 1919 als Staatsminister aus zeitpolitischen Gründen zurück. Er trat der (oppositionellen) DNVP bei und wurde 1922 bis 1925 Staatsratsmitglied und hauptamtlicher Beigeordneter der Stadt Gotha. 1927 bis 1932 gehörte er für seine Partei dem Thüringer Landtag an.